# Łopata saperska

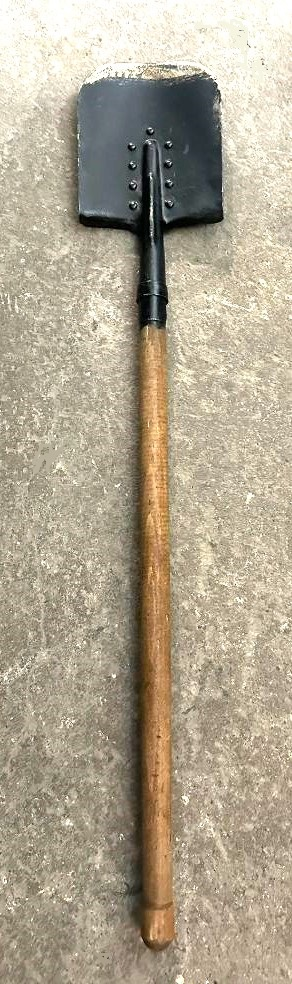
łopata saperska

Łopata saperska – w Polsce: łopata o prostokątnej konsze i zaostrzonych krawędziach roboczych, stosowana w wojsku, wchodzi w skład wyposażenia sprzętu okopowego dla pododdziałów jednostek  SZ RP oraz pojazdów wojskowych od 29 stycznia 1973, wozi się ją przytwierdzoną do samochodów, transporterów opancerzonych, bojowych wozów piechoty i jest przeznaczona dla żołnierza do wykonywania różnych prac ziemnych. Długość łopaty wraz z trzonkiem wynosi 110 centymetrów. Koncha ma 20 cm szerokości i 40 cm długości (mierzona od obsady). Masa łopaty z trzonkiem wynosi 1,95 kg. Zawiera oznaki cechowania: nazwę wytwórni i rok produkcji.
Elementy konstrukcyjno-techniczne łopaty saperskiej:
- prostokątna koncha – część robocza wykonana z blachy stalowej o zaostrzonej, tnącej krawędzi, która pozwala na kopanie w terenie trawiastym oraz przecinanie korzeni krzewów; ostrze pokryte bezbarwnym lakierem wodoodpornym, a pozostałe części metalowe pokryte czarną farbą
- pierścień zaciskowy (rura bez szwu)
- trzonek – zrobiony z oszlifowanego drewna bukowego
- nity i wkręt – do łączenia elementów łopaty

Łopata saperska jest większa (dłuższa i cięższa) od łopatki piechoty i ma prostokątną konchę.